# Alessandro Golinelli

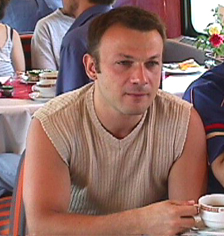
Alessandro Golinelli (2000)

Alessandro Golinelli (* 13. April 1963 in Pisa) ist ein italienischer Schriftsteller.

## Leben
Golinelli verbrachte seine Kindheit und Jugend in La Spezia, wo er die Abiturprüfung ablegte. Im Anschluss besuchte er ein Konservatorium, in dem er Unterricht in Komposition und Dirigieren erhielt. Nach einem Studium der Philosophie wurde er 1987 mit Auszeichnung über eine Arbeit über die Beziehung zwischen Hermeneutik und Kybernetik bei Remo Bodei und Alfonso Maria Iacono promoviert. Dann zog er nach Mailand, wo er nach Gelegenheitsjobs eine Stelle als Literaturlehrer erhielt und 1989 sein erstes Werk Basta che paghino schrieb, das sich mit dem Thema der männlichen Prostitution beschäftigt. Der 1992 erschienene Roman erreichte mit zwei Auflagen innerhalb eines Monats die Rangliste der Bestseller. Dank des Erfolgs erhielt er eine Einladung in die „Maurizio Costanzo Show“, wo er nicht nur über seine Bücher, sondern auch über Bürgerrechte und Einwanderung sprach und sich offen zu seiner Homosexualität bekannte.
Nach seinen Erfahrungen als Videokünstler begann er 1991 als Fernsehautor für Mediaset und Rai zu arbeiten. Er beschäftigte sich mit Comedy-Shows wie „Il TG delle vacanze“ oder mit jungen Leute beim „Unomania“-Magazine bei Italia 1 oder aktuellen Themen wie „Target“ bei Canale 5.
Zwischenzeitlich veröffentlichte er Romane wie Kurt sta facendo la farfalla, und Angeli e La felicità della signora und weitere Artikel. Weiter schrieb er Übersetzungen aus dem Deutschen und Englischen, arbeitete im Fernsehen bei Rai und Telemontecarlo und nahm als Gast an Talkshows teil.
Ab 1996 arbeitete er für den „Verlag Il Saggiatore“, bei dem er 1999 Come ombre veröffentlichte, in dem er einen Stamm von Dreißigjährigen in den Neunzigern beschrieb und der als einer der repräsentativsten Romane dieser Jahre und als einer der größten Erfolge in der Geschichte des Verlags gilt.
2000 gründete er in Zusammenarbeit mit Giovanni Minerba vom Turiner Filmfestival zum Thema Homosexualität „Festival del cinema a tematica omosessuale“, das erste Satellitenfernsehen (RCT – Rainbow Channel Television) mit schwulem Thema. Gemeinsam mit Minerba arbeitete er an dem Dokumentarfilm Ottavio Mario Mai, der für die Berliner Filmfestspiele 2002 ausgewählt wurde.
Ferner engagiert er sich im Verlagswesen, wo er seit 1997 regelmäßig im monatlich erscheinenden Pride (periodico) und für weitere zahlreiche Wochen- und Monatsmagazine editiert.
2002 veröffentlichte er mit 6° einen Roman, der ihm beträchtliches Lob von Kritikern einbrachte. Im gleichen Jahr verfasste er in Zusammenarbeit mit Enzo Martinelli Il volo di Margherita, ein Essay über Globalisierung, Moderne und Liberalismus.
2005 veröffentlichte er mit Le rondini di Tunisi einen Roman, der in der arabischen Welt spielt.
2005 drehte er gemeinsam mit Rocco Bernini einen digitalen Film mit Gianni Fantoni und dem Titel Fi Jerda – Al campetto zum Thema Einwanderung und begann eine dreijährige Zusammenarbeit mit der Fernseh-„Mediapason-Gruppe“.
Ebenfalls mit Rocco Bernini drehte er 2010/11 den Dokumentarfilm über die Todesstrafe im Iran für Schwule mit dem Titel Angels on Death Row The Ebrahim Hamidi's Case, der den Fall eines jungen Mannes rekonstruiert, der wegen angeblicher Homosexualität zur Steinigung verurteilt wurde. Der Dokumentarfilm hatte an zahlreichen Kritiken und Festivals teilgenommen, darunter: „Torino GLBT Film Festival“, „Milano Festival Mix“, „Sicilia Queer Film Festival“, „Barcelona GLBT Film Festival“, „Festival Mix of Sao Paulo in Brazil“ und „Göteborg Film Festival“. Seit 2010 ist er Mitglied der Auswahlkommission des Torino GLBT Film Festivals (Lovers Film Festival  Torino LGBTQI Visions).
2012 veröffentlichte er das Buch L'amore semplicement, eine Leidenschaftsgeschichte, die 1944 von zwei Teenagern in Mauthausen gelebt wurde und aus der er die Theatershow I giardini di Mauthausen mit Originalmusik von Federico Mantovani kreierte, die am „Teatro civico di La Spezia“ am 29. Januar 2016 unter der Regie von Davide Faggiani uraufgeführt wurde.
Seit 2013 engagiert er sich auch im Theaterbereich und war verantwortlich für Reduktion und Regie von Verdis Rigoletto mit dem Theaterstück Processo a Rigoletto, das im März 2013 für die Konzertgesellschaft „La Spezia“ aufgeführt wurde. 
2014 erschien der in Ägypten spielende Roman Una Rivoluzione, mit dem er den Preis „Premio Montale Fuori di Casa“ gewann.
2016 inszenierte er neben der Show I Giardini di Mauthausen den Turandot von Ferruccio Busoni beim Puccini Festival in Torre del Lago.

## Publikationen
- Basta che paghino: romanzo, Milano: Arnoldo Mondadori editore, 1992. ISBN 88-04-35597-2
- La felicità della signora: come un romanzo, Milano: Il Saggiatore, 1997. ISBN 88-428-0447-9
- Come ombre, Milano: Il saggiatore, 1999. ISBN 88-428-0667-6
- 6°, Milano: Il saggiatore, 2002. ISBN 88-428-0915-2
- Le rondini di Tunisi: [romanzo], Milano : M arco Tropea Editore, 2005. ISBN 88-438-0436-7
- Il mio pride: sono cambiati gli italiani o gli omosessuali?, Viterbo: Stampa alternativa/Nuovi equilibri, 2005. ISBN 88-04-35597-2
- Mit Stefano Fugazza und Galleria d'arte moderna Ricci-Oddi., Scrivere l'arte, Piacenza: Galleria d'arte moderna Ricci Oddi : TipLeCo, 2005. OCLC 61392775
- L'amore semplicemente, Milano: Frassinelli, 2012. ISBN 978-88-200-5277-5
- Una rivoluzione, Milan, Italy: Frassinelli, 2014. ISBN 978-88-200-5595-0